# Pristimantis katoptroides
Pristimantis katoptroides é uma espécie de anfíbio anuro da família Craugastoridae. É encontrada na cidade de Puyo, na província de Pastaza, no Equador e também na bacia hidrográfica do Curintza no Parque Nacional Podocarpus a 2.700 metros de altitude.
A espécie habita florestas montanhosas nubladas, ocorrendo nas camadas herbáceas de sub-bosque. Esse tipo de localidade consiste em uma mistura entre floresta desmatada e áreas cultivadas e quando está menos desmatada, pode viver em florestas secundárias em crescimento.
A espécie é bastante rara, sendo encontrado apenas 2 indivíduos na área de ocorrência. Suas maiores ameaças são o desenvolvimento da agricultura e a urbanização.